# Joël Epalle
Joël Dieudonné Martin Epalle Newaka (Matomb, 20 de fevereiro de 1978) é um futebolista camaronês que atua como meia. Foi campeão olímpico. 

## Carreira
Disputou uma Copa do Mundo, em 2002, e militou no FK Baku.

## Títulos

#### Camarões
- Copa das Confederações de 2003: Vice-campeão